# Алам-Педья (природна територія)
Природна територія А́лам-Пе́дья (ест. Alam-Pedja loodusala) — природоохоронна територія в Естонії, розташована в повітах Йиґевамаа,Тартумаа та Вільяндімаа.

## Основні дані
KKR-код: RAH0000577
Міжнародний код: EE0080374
Загальна площа — 34671,9 га (346,7 км2), зокрема площа водойм становить 607,5 га.
Територія утворена 5 серпня 2004 року.

## Розташування
Природоохоронний об'єкт розташовується на землях, які належать селам, що входять до складу волостей Пилтсамаа, Елва, Тарту, Пиг'я-Сакала, Вільянді та міського самоврядування Тарту.
Територія об'єкта збігається з орнітологічною областю Алам-Педья (Alam-Pedja linnuala).
На території природної області частково або повністю розташовані охоронювані об'єкти:
- Природний заповідник Кяревере
- Природний заповідник Алам-Педья[en]

## Мета створення
Метою створення території є збереження 20 типів природних оселищ:
| Код   | Тип оселища | Площа, га |
| ----- | --- | --------- |
| 3160  | Природні дистрофні озера та стави | 88        |
| 3260  | Водотоки від рівнинних до монтанних поясів з рослинністю Ranunculion fluitantis та Callitricho-Batrachion                                               | 485       |
| 4030  | Європейські сухі чагарничкові пустища | 5         |
| 6270* | Феноскандійські низинні сухі до мезофітних багатовидові луки                                                                                            | 92        |
| 6430  | Гідрофільні прибережні зарості високотравних угруповань рівнин і від монтанного до альпійського висотних поясів                                         | 5         |
| 6450  | Північні бореальні заплавні луки | 3835      |
| 6510  | Низинні викошувані луки (Alopecurus pratensis, Sanguisorba officinalis)                                                                                 | 2         |
| 6530* | Феноскандійські лісові луки | 6         |
| 7110* | Активні верхові (оліготрофні) болота | 9718      |
| 7120  | Деградовані верхові (оліготрофні) болота, які ще здатні до природного відновлення                                                                       | 8         |
| 7140  | Перехідні трясовини та сплавини | 1632      |
| 7150  | Западини на торф'яних субстратах з Rhynchosporion | 0         |
| 7230  | Лужні низинні болота | 1481      |
| 9010* | Західна тайга | 378       |
| 9020* | Феноскандійські гемібореальні природні старовікові широколистяні листопадні ліси, багаті на епіфіти                                                     | 0         |
| 9050  | Феноскандійські ліси з Picea abies і багатим трав'яним покривом                                                                                         | 152       |
| 9080* | Феноскандійські листопадні заболочені ліси | 5276      |
| 91D0* | Заболочені ліси | 4076      |
| 91E0* | Заплавні ліси з Alnus glutinosa та Fraxinus excelsior (Alno-Padion, Alnion incanae, Salicion albae                                                      | 3025      |
| 91F0  | Прибережні мішані ліси з Quercus robur, Ulmus laevis та Ulmus minor, Fraxinus excelsior або Fraxinus angustifolia вздовж великих рік (Ulmenion minoris) | 530       |

На природній території охороняються ссавці: видра річкова (Lutra lutra) і нічниця ставкова (Myotis dasycneme); молюски: перлівниця товста (Unio crassus), равлик-завиток лівозакручений (Vertigo angustior), а також комаха червінець непарний (Lycaena dispar). У водоймах мешкають захищені види риб: білизна звичайна (Aspius aspius), щипавка звичайна (Cobitis taenia), бабець європейський (Cottus gobio), в'юн звичайний (Misgurnus fossilis); та види комах: плавунець широкий (Dytiscus latissimus) і плавунець дволінійний (Graphoderus bilineatus). На території ростуть охоронювані рослини: жировик Льозеля (Liparis loeselii), ломикамінь болотний (Saxifraga hirculus), зозулині черевички справжні (Cypripedium calceolus).